# Netekanaal
Het Netekanaal verbindt het Albertkanaal bij Viersel met het bevaarbare deel van de Nete, stroomafwaarts van Lier bij Duffel. Even verderop mondt de Nete uit in de Rupel, de waterweg naar de Schelde. Door het kanaal kunnen schepen uit het zuiden of het westen het Albertkanaal bereiken zonder langs Antwerpen te moeten varen.

Het deel tussen de Rupel en Duffel was al bevaarbaar in 1839. Het deel naar Viersel langs Lier volgde pas in 1952.
Langs het Netekanaal zijn verschillende jachthavens te vinden, onder meerdere in Duffel, Lier en Emblem. Verder zijn er enkele watersportclubs gevestigd aan het Netekanaal.
Het Netekanaal is sedert 1955 de belangrijkste aanvoerroute vanuit het Albertkanaal voor de drinkwatervoorziening van Antwerpen door de Antwerpse Waterwerken.

## Sluizen

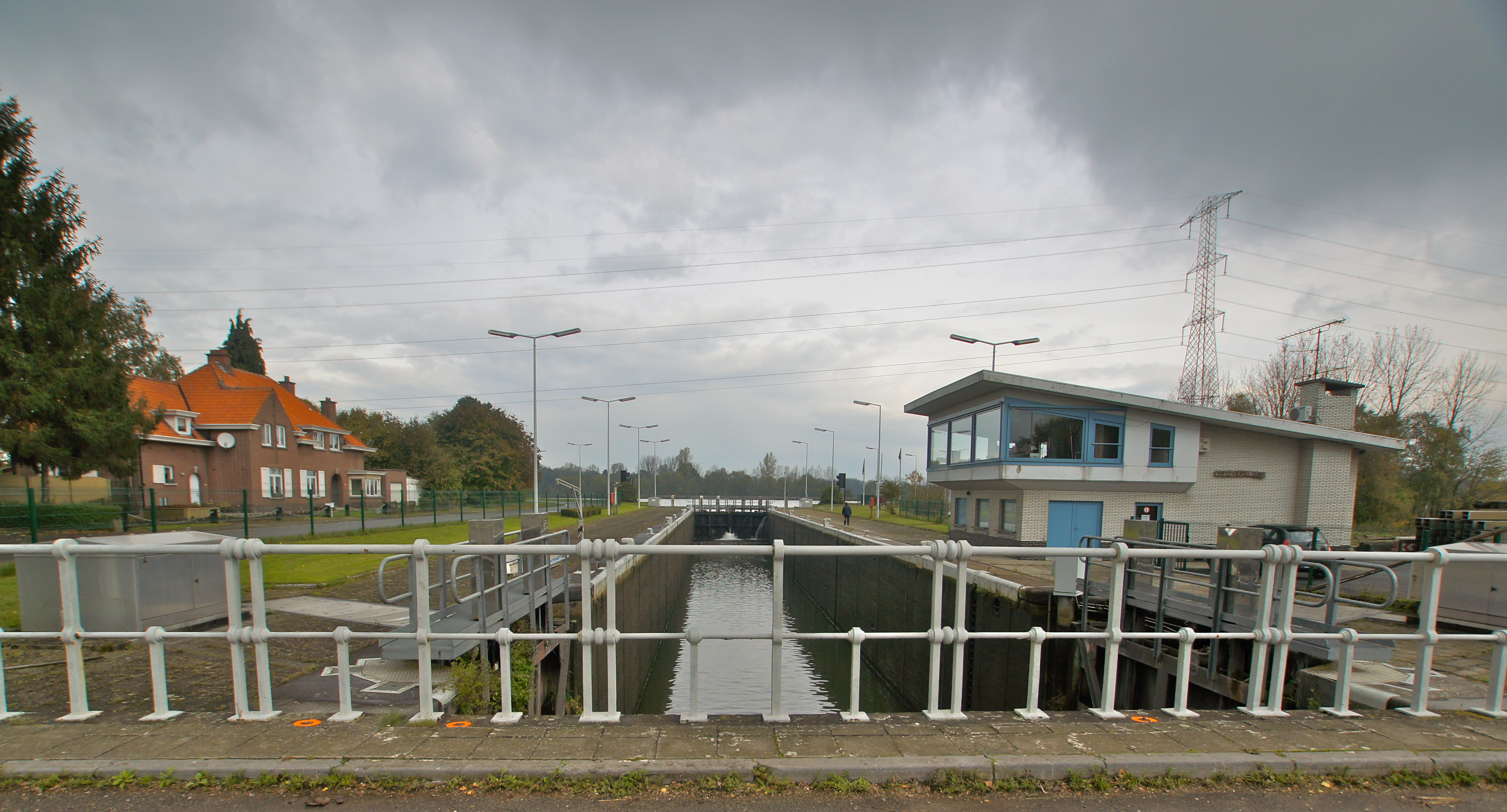
De sluis te Viersel

- Viersel : 1 sluis van 81,60 m x 10,50 m - verval van 5,70 m
- Duffel : 1 sluis van 85 m x 10,50 m